# Martin Konertz
Martin Heinrich Konertz (* 27. November 1957 in Hannover) ist ein Brigadegeneral des Heeres der Bundeswehr und seit April 2017 Direktor Fähigkeiten, Bewaffnung und Technik der Europäischen Verteidigungsagentur in Brüssel.

## Militärische Laufbahn
Konertz trat 1976 als Offizieranwärter der Fernmeldetruppe EloKa in die Bundeswehr ein. Er studierte an der Universität der Bundeswehr Hamburg das Studienfach Elektrotechnik und war anschließend als Zugführer und Kompaniechef seiner Truppengattung tätig.
Von 1989 bis 1991 wurde Konertz an der Führungsakademie der Bundeswehr in Hamburg zum Offizier im Generalstabsdienst ausgebildet. Im Folgenden wurde er bis 1994 im Bundesministerium der Verteidigung in Bonn verwendet. 1995 erwarb er am Royal Military College of Science der Cranfield University im Vereinigten Königreich einen Master of Science in Defence Technologies.
In den Jahren 1995 und 1996 diente Konertz in der Panzergrenadierbrigade 37 in Frankenberg als Abteilungsleiter G 3. Am 29. November 1996 übernahm er im Dienstgrad Oberstleutnant den Bataillonskommandeurs-Dienstposten des Stabs- und Fernmeldebataillons 5 in Koblenz von Oberstleutnant Saremba. Im Oktober 1998 übergab Konertz das Kommando an seinen Nachfolger Oberstleutnant Jarosch und wechselte zum V. (US/GE) Korps in Heidelberg als Dienstältester Deutscher Offizier. Anschließend war er Presseoffizier des Inspekteurs des Heeres im Bundesministerium der Verteidigung. Von 2001 bis 2003 war Konertz Abteilungsleiter G 3 bei der 10. Panzerdivision in Sigmaringen und nahm in diesem Zeitraum am KFOR-Einsatz teil. 2003/04 besuchte er die École militaire in Paris.
Von August 2004 bis November 2008 war Konertz stellvertretender Kommandeur und Chef des Stabes des Kommandos Strategische Aufklärung. Es folgte eine Verwendung beim Deutschen Militärischen Vertreter bei der NATO in Brüssel. Vom 1. September 2011 bis zum 31. März 2017 war Konertz als Oberst i. G. Referatsleiter des Referats Plg III 5, zuständig für multinationale Verteidigungsplanung, Interoperabilität und Standardisierung, im Bundesministerium der Verteidigung in Bonn. Das Referat wurde später das Referat Plg II 2 bei gleichbleibender Zuständigkeit. Als Direktor Fähigkeiten, Bewaffnung und Technik leitet Konertz eine von vier Abteilungen der Europäischen Verteidigungsagentur.

### Auslandseinsätze
- 2003: stellvertretender Chef des Stabes für Operationen der Multinationalen Brigade Südwest, KFOR, Kosovo[5]

### Auszeichnungen
- Ehrenkreuz der Bundeswehr in Gold
- Einsatzmedaille der Bundeswehr in Bronze (KFOR)
- NATO-Medaille KFOR

## Privates
Konertz ist verheiratet und hat zwei Kinder.